# Good bye, Lenin!
Good bye, Lenin! er en tysk spillefilm fra 2003, instrueret af Wolfgang Becker. Filmen beskriver menneskellige relationer i en turbulent tid præget af Berlinmurens fald og Tysklands genforening.
Filmen vandt talrige priser ved European Film Awards 2003:
- Bedste film.
- Bedste mandlige skuespiller (Daniel Brühl).
- Bedste manuskript.
- Publikumsprisen

Desuden var Katrin Saß nomineret som bedste kvindelige skuespiller.

## Ekstern henvisning
- GOOD BYE, LENIN! – Ein Film von Wolfgang Becker
- Good bye på Internet Movie Database (engelsk)
- Good bye på Filmdatabasen
- Good bye på Scope
- Good bye i Svensk Filmdatabas (svensk)
- Good bye på AlloCiné (fransk)
- Good bye på MovieMeter (nederlandsk)
- Good bye på AllMovie (engelsk)
- Good bye på The Movie Database (engelsk)
- Good bye på Rotten Tomatoes (engelsk)
- Good bye på Metacritic (engelsk)

| Priser                                            | Priser                                      | Priser                 |
| ------------------------------------------------- | ------------------------------------------- | ---------------------- |
| Foregående: Den fabelagtige Amélie fra Montmartre | Robert for årets ikke-amerikanske film 2004 | Efterfølgende: Ondskab |